# Statliga litteraturstödet i Sverige
Ett statligt litteraturstöd i Sverige infördes av Sveriges riksdag 1975, för att främja kvalitet och mångsidighet i bokutgivningen genom att göra det enklare för bokförlagen att ge ut litteratur och kulturtidskrifter – i såväl tryckt som elektronisk form – som annars inte är kommersiellt gångbar, till exempel poesi. Stödet har sedan dess reviderats ett flertal gånger fram till nu gällande Förordning (2010:1058) om statsbidrag till litteratur, kulturtidskrifter och läsfrämjande insatser, samt en mindre ändring i maj 2024 (SFS 2024:295).

## Efterhandsstöd
Alla professionella förlag med verksamhet i Sverige, från små firmor till stora förlag, kan söka litteraturstöd för sina nyutgivna titlar. Även nyutgivningar av klassiker kan få stöd, liksom de som anordnar evenemang eller läsfrämjande insatser. Stödet beviljas i efterhand, och fördelas inom fyra kategorier: skönlitteratur, barn- och ungdomsböcker, bildverk och serier samt facklitteratur. Deckare och kokböcker är några genrer som normalt sett inte kan få stöd. För att få del av stödet skickar förlagen sina böcker till Kulturrådet, men bedömningarna görs av fristående arbetsgrupper, som kan bestå av forskare, författare, översättare,  bibliotekarier och kulturjournalister.
Varje år beviljas litteraturstöd till 750–800 titlar – knappt 40 procent av de som ansökt. Som mest kan en utgivare få ut 70 000 kronor per bok. Totalt betalas ungefär 36 miljoner kronor i litteraturstöd varje år.

## Distributionsstöd
Samtliga titlar som beviljas litteraturstöd skickas också till landets alla kommunbibliotek, förutsatt att förlagen kan sälja 289 exemplar av boken, för vidare distribution till biblioteken. Någon annan motprestation krävs inte från förlagen, men Kulturrådet uppmuntrar biblioteken till läsfrämjande arbete.